# Valeurs inactives
Les valeurs inactives sont des biens faisant l'objet, en comptabilité publique française, de règles spéciales de gestion.

## Définition
En comptabilité  publique française on désigne par ce terme les valeurs, autres que le numéraire, qui sont:
- déposées par des tiers et n'entrent pas, par conséquent, dans la situation patrimoniale de l'État, de la collectivité ou de l'établissement (valeurs des hébergés dans un hopital public par exemple). Elles doivent être soigneusement distinguées des valeurs analogues appartenant à la collectivité,
- des formules de différente nature qui n'acquièrent une valeur ou ne forment un titre que dans la mesure où elles ont fait l'objet d'une émission par le comptable ou l'agent habilité à cet effet (tickets de cantine par exemple).
Les autres biens, qui n'entrent pas dans ces cas de figure, n'ont pas à être suivis en valeurs inactives mais doivent faire l'objet d'une comptabilité de stocks établie par l'État, la collectivité ou l'établissement public local, l'instauration, au cas d'espèce d'une comptabilité matière ne se justifiant pas.

## Exemples
- Timbres divers : timbres fiscaux, timbres OMI, timbres-amendes, timbres de permis de chasse. Auparavant, les diverses catégories de vignettes automobiles (payantes ou gratuites). Depuis janvier 2012, les timbres OMI (ou ANAEM ou OFII) n'existent plus ; ce sont aujourd'hui les timbres fiscaux qui sont utilisés en lieu et place.

- Tickets divers, dès l'émission : cantine, restaurant, péage, parking, etc.

- Bijoux, montres etc appartenant à une population sous main de justice (détenus), protégées ou hébergées.

- Titres et valeurs de portefeuille.

## Règlementation
Ces biens font l'objet de mesures spéciales de manutention et de comptabilité, sont protégés par un régime spécifique (voir comptable public) et donnent lieu à vérification.